# 洛斯特斯普林斯 (怀俄明州)
洛斯特斯普林斯（英語：Lost Springs），是美国怀俄明州康弗斯县（Converse）下属的一座城市。该市的人口在2000年为1人，2010年有4，2011年则估计有4人。